# Lawa
Lawa fou un principat de la Rajputana. El seu sobirà no tenia dret al tractament d'Altesa Reial i, per tant, era considerat un sobirà de segon orde.
La superfície de l'estat era només de 49 km², però era reconegut pels britànics com estat nadiu independent. Limitava per tots costats amb Jaipur excepte per l'est que limitava amb Tonk. La capital, Lawa, es troba a 72 km al sud-oest de Jaipur (ciutat) i a 32 al nord-oest de Tonk (ciutat). La població de l'estat era d'uns tres mil habitants (1901) i es distribuïen en un poble i quatre llogarets. La població era hindú en un 88%.

## Història
Les terres de Lawa pertanyien a Jaipur i foren concedides com a jagir a Nahar Singh un membre de la família regnat a Jaipur del clan kachwaha dels rajput (1772). Poc després van caure en mans dels marathes dirigits pel cap pindari Amir Khan, junt amb altres territoris de Jaipur, i finalment el 1817 va integrar l'estat de Tonk, fundat llavors.
Els thakurs de Lawa no estaven satisfets amb la dominació del darbar (govern) de Tonk, i aspiraven a major independència, just el contrari de les aspiracions de Tonk, el que va provocar diversos conflictes armats i el 1865 Tonk va enviar una força que va assetjar Lawa sense èxit deixant 300 morts i ferits a la lluita. El nabab de Tonk, Muhammad Ali Khan, va romandre però actiu contra el seu vassall i la situació va arribar a un punt de màxima tensió quan l'oncle del takhur i 14 companys foren assassinats a Tonk (1867). Es va saber que aquest crim havia estat perpetrat amb anuència del nabab i el governador general britànic va anunciar la seva deposició i la substitució pel seu fill. Lawa fou posada sota directe protecció britànica dependent del resident a Jaipur (1868) i el tribut que pagava abans a Tonk es va passar a pagar al govern britànic.
Els thakurs de Lawa pertanyien al grup naruka dels kachwaha rajputs. Mangal Singh va pujar al poder el 1892 i portava el títol de raja i rao bahadur.